# Гончарова, Ирина Владиленовна
Ири́на Владиле́новна Гончаро́ва (в девичестве — Яро́цкая; род. 29 августа 1985 года в Киеве) — украинская спортивная гимнастка, Мастер спорта Украины международного класса.

## Биография
Начала заниматься спортивной гимнастикой с шести лет, до этого два года занималась фигурным катанием. Выступала за украинскую сборную по спортивной гимнастике с 2001 по 2005 год.
В 2000 году Яроцкая стала бронзовым призёром чемпионата Европы среди юниоров в упражнениях на бревне. В 2002 году повторила своё достижение уже на чемпионате мира. На этом турнире гимнастка участвовала в упражнениях на брусьях и бревне. Яроцкая рассчитывала завоевать медаль на брусьях, но дважды упала со снаряда и заняла последнее место. Тем не менее, ей хорошо далось бревно, как результат — бронза. В следующем году она стала четвертой в абсолютном первенстве на Чемпионате Мира и трижды чемпионкой (абсолютное первенство, упражнения на бревне и вольные упражнения), серебряным (командное первенство) и бронзовым (упражнения на брусьях) призёром летней Универсиады в Тэгу. В 2004 году завоевала серебряную медаль в командном первенстве на чемпионате Европы. В том же году вышла в финал Олимпийских игр в Афинах (четвёртое место в командном первенстве, шестое место в абсолютном первенстве).
Через год после Олимпиады Яроцкая вышла замуж за гимнаста Валерия Гончарова, пара воспитывает сыновей Марка и Мирона.